# Dicranomyia ornata
Dicranomyia ornata là một loài ruồi trong họ Limoniidae. Chúng phân bố ở miền Cổ bắc.